# Mizutamari ni utsuru sekai
Albums de Yui Horie
Kuroneko to Tsuki Kikyu wo Meguru Boken
(2001)
Mizutamari ni Utsuru Sekai (水たまりに映るセカイ) est le 1er album solo de Yui Horie, sorti sous le label Star Child le 21 décembre 2000 au Japon.

## Présentation
L'album arrive 28e à l'Oricon et reste classé 3 semaines. Il contient en majorité des titres inédits mais aussi des versions des chansons tirées de l'anime Love Hina "Yakusoku" et "Happy Happy Rice Shower".

## Liste des titres
| 1.  | Sakura (桜)                                           | Satomi Arimori (有森聡美) | Shinichi Sakurai (櫻井真一) | 5:22 |
| 2.  | Insistence                                            | Mio Okada (岡田実音)      | Mio Okada (岡田実音)        | 4:58 |
| 3.  | Ohayou (おはよう)                                     | Kumoko (雲子)             | Kumoko (雲子)               | 3:16 |
| 4.  | Lovely (ラブリー)                                     | Karen Shiina (椎名可憐)   | Shinichi Sakurai (櫻井真一) | 4:42 |
| 5.  | Kigokochi no Warui Koi Nante (着心地の悪い恋なんて)   | Kumoko (雲子)             | Kumoko (雲子)               | 3:48 |
| 6.  | Yakusoku ~eternal promise~ (約束 ～eternal promise～) | Satomi Arimori (有森聡美) | Shunya Yamashita (山下俊)   | 4:43 |
| 7.  | Sentakuki no Naka Kara (洗濯機の中から)               | Kumoko (雲子)             | Kumoko (雲子)               | 5:01 |
| 8.  | Ai no Katachi (愛のカタチ)                            | Satomi Arimori (有森聡美) | Shinichi Sakurai (櫻井真一) | 4:26 |
| 9.  | Squall Crawl (スコールクロール)                       | Kumoko (雲子)             | Kumoko (雲子)               | 4:41 |
| 10. | Happy happy * rice shower -type yui-                  | Karen Shiina (椎名可憐)   | Izumikawa Sora (泉川そら)   | 3:53 |
| 11. | I wish                                                | Karen Shiina (椎名可憐)   | M. Rie                      | 4:54 |
| 12. | Happy love to you                                     | Karen Shiina (椎名可憐)   | Shinichi Sakurai (櫻井真一) | 5:00 |